# Lợi An
Lợi An là một xã thuộc huyện Trần Văn Thời, tỉnh Cà Mau, Việt Nam.

## Địa lý
Xã Lợi An có vị trí địa lý:
- Phía đông giáp thành phố Cà Mau và huyện Cái Nước
- Phía tây giáp thị trấn Trần Văn Thời và các xã Khánh Bình, Khánh Bình Đông
- Phía nam giáp xã Phong Lạc
- Phía bắc giáp huyện Thới Bình và huyện U Minh.

Xã Lợi An có diện tích 45,88 km², dân số năm 2022 là 16.141 người, mật độ dân số đạt 351 người/km².

## Hành chính
Xã Lợi An được chia thành 12 ấp: Cái Bát, Cỏ Xước, Công Nghiệp, Đường Cuốc, Giao Vàm, Lung Thuộc, Ông Tự, Rạch Lăng, Tắc Thủ, Tân Hiệp, Tân Phong, Tân Thành.

## Lịch sử
Ngày 25 tháng 7 năm 1979, Hội đồng Chính phủ ban hành Quyết định số 275-CP về việc thành lập xã Lợi An trên cơ sở vùng Sông Ông Đốc.
Ngày 14 tháng 2 năm 1987 của Hội đồng Bộ trưởng ban hành Quyết định số 33B-HĐBT về việc sáp nhập một phần của xã Phong Phú mới giải thể vào xã Lợi An.
Xã Lợi An có 2.370 hécta đất và 6.683 nhân khẩu.
Ngày 2 tháng 2 năm 1991, Ban Tổ chức Chính phủ ban hành Quyết định số 51/QĐ-TCCP về việc sáp nhập một phần diện tích và dân số của xã Phong Lạc vào xã Lợi An.
Ngày 6 tháng 11 năm 1996, Quốc hội ban hành Nghị quyết về việc chia tỉnh Minh Hải thành hai tỉnh là tỉnh Bạc Liêu và tỉnh Cà Mau. Khi đó, xã Lợi An thuộc huyện Trần Văn Thời, tỉnh Cà Mau.